# Gutshof Upninkai

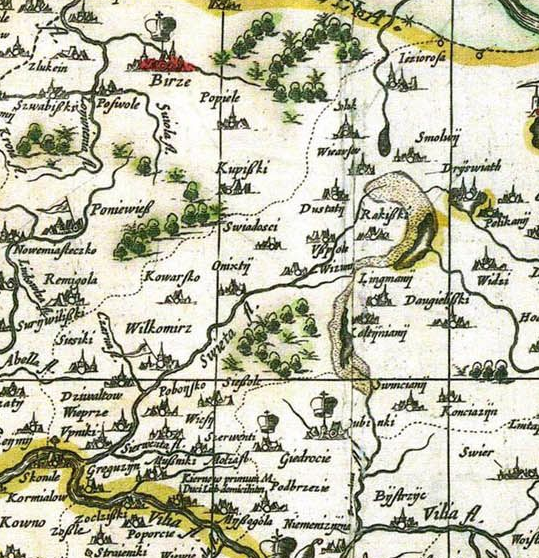
der Ort Vpniki in der Landkarte von M. K. Radvila, „Magni Ducatus Lithuaniae, et Regionum Adiacentium exacta Descriptio“ (1613)

Der Gutshof Upninkai war ein Gutshof in Upninkai, am linken Flussufer der Šventoji, im Bezirk Wilkomir, in der  Woiwodschaft Wilna, im damaligen Großfürstentum Litauen, in der heutigen Rajongemeinde Jonava, Amtsbezirk Upninkai, Litauen. Der Name Upninkai wird im 15. Jahrhundert erwähnt.

## Geschichte
Upninkai wurde 1442 urkundlich im Testament von Kristinas Astikas erwähnt.
In der ersten Hälfte des 18. Jahrhunderts gehörte das Gut Upninkai den litauischen und polnischen Adelsfamilien (wie Astikas, später Radvila, dann Podbereski, Petrauskas, Rcewski, Šemeta, Kasowski) und anderen Besitzern.
Im Gutshof gab es eine Kapelle. Astikas Radvilaitis, der damalige Besitzer des Herrenhauses baute am Ort die erste Kirche etwa um  15. Jahrhundert. 1614 wurde im Inventar des Gutshofs Upninkai erwähnt, dass es seit langem eine evangelisch-reformierte Kirche gibt. Der Besitzer von Upninkai Manor war Lutheraner Bulmering. 1864 bat er die zaristischen Behörden, die Kirche zu schließen und das Gebäude in das Anwesen des Gutshofs zurückzugeben, doch der Antrag wurde abgelehnt.